# Indus-Kultur

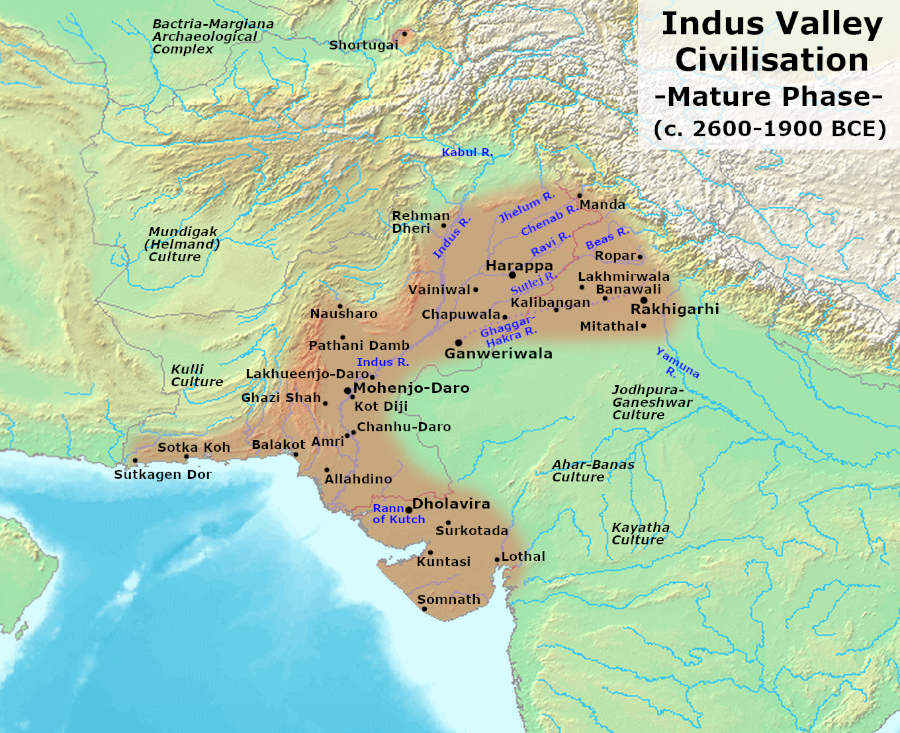
Indus-Kultur, Ausbreitung und wichtige Ausgrabungsstätten

Die bronzezeitliche Indus-Kultur, auch Indus-Zivilisation oder Harappa-Kultur, war eine der frühesten städtischen Zivilisationen. Sie bestand etwa in den Jahren 2800–1800 v. Chr. entlang des Indus im Nordwesten des indischen Subkontinents. Die Indus-Kultur erstreckte sich über fast das gesamte heutige Pakistan sowie Teile Indiens und Afghanistans, insgesamt umfasste sie 1.250.000 km² und damit eine größere Landfläche als das antike Ägypten und Mesopotamien zusammen. Sie war neben diesen eine der drei frühesten Zivilisationen der Welt.
Die Bezeichnung Harappa-Kultur geht auf einen der Hauptausgrabungsplätze, Harappa am Ravi zurück. Eine weitere alternative Benennung dieser Kultur lautet Sindhu-Sarasvati-Zivilisation; hinter der Verwendung der Bezeichnung Sarasvati steht der von der großen Mehrheit der Wissenschaftler abgelehnte Versuch, sie mit den Trägern der vedischen Kultur gleichzusetzen. Möglicherweise ist sie auch mit dem sumerischen Meluha zu identifizieren.
Bis heute sind über 1050 Fundorte identifiziert, hauptsächlich entlang des Indus und des Ghaggar. Über 140 antike Städte und Siedlungen wurden gefunden. Die beiden größten urbanen Zentren der Harappa-Kultur waren wohl Harappa und Mohenjo-Daro, daneben gab es noch große Städte bei Dholavira, Ganweriwala, Lothal und Rakhigarhi. Zu ihrer Blütezeit zählte die Indus-Kultur vermutlich über fünf Millionen Menschen.
Diese frühe indische Kultur kannte bereits Architektur und eine regelmäßige Stadtplanung einschließlich gepflasterter Straßen mit Straßenablauf (Gullys). Sie entwickelte zum ersten Mal in der Geschichte der Menschheit den gebrannten Ziegel mit den perfekten, noch heute gebräuchlichen Proportionen 1:2:4, der als Einhandziegel in allen Richtungen beliebig addierbar ist.
Möglicherweise besaß sie auch eine Schrift; ob aber die sogenannte Indus-Schrift tatsächlich eine Schrift ist, wird in Fachkreisen bisher kontrovers diskutiert.

## Entdeckung und Erforschung der Indus-Kultur
Die Quellen zur Harappa-Kultur sind, anders als jene zu den anderen beiden Hochkulturen in Ägypten und Mesopotamien, sehr spärlich. Erst etwa zehn Prozent ihrer Siedlungen wurden ausgegraben. Weder wurde bislang ihre Schrift entschlüsselt, noch ihr Verschwinden ab etwa 1900 v. Chr. geklärt. Selbst Texte des Sanskrit aus dem 1. vorchristlichen Jahrtausend erwähnen diese frühe Kultur nicht direkt. Ebenfalls nicht sicher ist, welche Sprache die Menschen damals sprachen oder wie sie sich selbst nannten.
Obwohl die Ruinenstätte in Harappa schon länger bekannt war und erstmals 1844 von Charles Masson in seinem Buch Narrative of Various Journeys in Balochistan, Afghanistan and The Panjab als „eine aus Ziegeln errichtete, zerstörte Befestigung“ beschrieben wurde, ist ihre Bedeutung erst sehr viel später erkannt worden. Im Jahr 1857 verwendeten die Briten beim Bau der Punjab Railway von Multan nach Lahore zur Befestigung der Trasse gebrannte Ziegel, die sie auf dem nahe gelegenen Ruinenfeld in Harappa fanden. Die Fundlage in Harappa ist daher im Vergleich zu Mohenjo-Daro recht schlecht. Auch Mohenjo-Daro war schon längere Zeit bekannt, hier interessierte man sich jedoch eher für die Reste eines späteren buddhistischen Klosters aus dem 2. Jahrhundert n. Chr., das auf den Ruinen errichtet worden war. Im Jahre 1912 fand J. Fleet im damaligen Britisch-Indien Siegel mit unbekannten Schriftzeichen, was in Europa das Interesse der wissenschaftlichen Öffentlichkeit weckte. Daraufhin wurden in den Jahren 1921/22 unter anderem in Harappa und Mohenjo-Daro unter der Leitung von John Marshall, dem damaligen Direktor des britischen Antikendienstes, Grabungen durchgeführt. Die Ähnlichkeit der beiden ausgegrabenen Städte machte schnell deutlich, dass hier eine bisher unbekannte Hochkultur entdeckt worden war. Bis 1931 wurden von der Stadt Mohenjo-Daro mehr als 10 Hektar freigelegt, danach jedoch fanden nur noch kleinere Grabungen statt, unter anderem im Jahr 1950 durch den Briten Mortimer Wheeler. 1935/36 wurde mit Chanhu Daro ein weiterer Fundort der Indus-Kultur ausgegraben. Seit der Teilung Britisch-Indiens im Jahr 1947 ist das Siedlungsgebiet der Harappa-Kultur zwischen Pakistan und Indien geteilt. In Pakistan übernahmen Amerikaner, Franzosen, Briten und Deutsche zusammen mit pakistanischen Archäologen die weitere Forschungsarbeit, während in Indien der indische Antikendienst die Arbeit weiterführte. Großen Einfluss auf die Indus-Forschung hatten und haben, neben den bereits erwähnten Archäologen, der Brite Aurel Stein, der Inder Nani Gopal Majumdar und der Deutsche Michael Jansen.

## Entwicklung
Um 8000 v. Chr. vollzog sich auf dem Gebiet des heutigen Pakistans der Übergang vom Jäger und Sammler hin zum Bauern und Viehzüchter und damit verbunden eine Sesshaftwerdung. Es entwickelten sich frühe Ackerbau-Kulturen, die auch in den Hügeln von Belutschistan im heutigen Pakistan auftauchten. Die am besten erforschte Stätte dieser Zeit ist Mehrgarh, die um 6500 v. Chr. entstand. Diese Bauern domestizierten Weizen und Rinder und benutzten ab 5500 v. Chr. auch Töpferwaren. Ab etwa 4000 v. Chr. wurden zudem Erbsen, Sesam, Datteln und Baumwolle angebaut, und auch der Wasserbüffel, bis heute essentiell für die Landwirtschaft in Süd-Asien, wurde domestiziert. Die Besiedlung des Industals geschah wohl von den Rändern zum Zentrum hin. Ab dem vierten vorchristlichen Jahrtausend ist die Amri-Kultur im Industal bezeugt. Sie geht an vielen Orten wie etwa Amri direkt der Indus-Kultur voraus.
Um 2600 v. Chr. wandelten sich die kleinen Dörfer zu Städten mit mehreren tausend Einwohnern, die nicht mehr primär in der Landwirtschaft tätig waren. Es entstand eine Kultur, die im Umkreis von 1000 Kilometern einheitlich konstruierte Städte hervorbrachte. Das plötzliche Auftreten scheint die Folge einer geplanten und bewussten Anstrengung – eventuell unter dem Einfluss einer Trockenphase – gewesen zu sein. So wurden einige Städte komplett umgebaut, um einem wohldurchdachten Plan zu entsprechen, oder auch von Grund auf neu angelegt, was sich in Mohenjo-Daro erkennen lässt, wo keinerlei Spuren vorheriger Siedlungen gefunden wurden. Der Aufbau vieler der größeren Städte im Industal ist frappant ähnlich, so dass die Harappa-Zivilisation wohl die erste war, die Städteplanung entwickelte. Frühere Gelehrte konnten dieses plötzliche Auftreten nur durch externe Faktoren wie Eroberung oder Zuwanderung erklären. Neuere Erkenntnisse beweisen aber, dass die Harappa-Kultur tatsächlich aus den Ackerbau-Kulturen in diesem Gebiet hervorging.
Die Zeitangaben sind ungefähre Angaben. Einzelheiten finden sich im Artikel.

## Wirtschaft

### Landwirtschaft
Die Techniken der damaligen Landwirte sind heute aufgrund der nur spärlichen Überlieferung weitestgehend unbekannt. Anscheinend wurde bereits vor der Indus-Kultur der Pflug erfunden, der von Wasserbüffeln gezogen wurde.
In der folgenden  Harappa-Zivilisation muss die Landwirtschaft außerordentlich produktiv gewesen sein, sonst hätten die vielen tausend Stadtbewohner, die nicht primär in der Landwirtschaft tätig waren, nicht ernährt werden können.
Zweifellos machten die damaligen Bauern vom fruchtbaren Schlamm des Indus Gebrauch, ähnlich wie die alten Ägypter vom Nilschlamm.
Hinweise auf Dämme oder Bewässerungskanäle wurden bis heute nicht gefunden; falls es Bauwerke dieser Art gab, sind sie vermutlich bei den zahlreichen Überflutungen in der Gegend zerstört worden. Aus einer kürzlich in Indien entdeckten Stadt weiß man jedoch, dass damals Regenwasser in großen, aus dem Fels gehauenen Reservoirs gesammelt wurde, welche die Städte während Trockenperioden versorgen konnten.
Die Landwirte der Harappa-Kultur bauten Weizen, Gerste, Linsen, Kichererbsen, Erbsen, Baumwolle und Flachs an. Gujarat gehörte zum Einflussbereich der Harappa-Kultur (Sorath-Harappa), war aber wegen des Fehlens größerer Flüsse auf Regenfeldbau angewiesen und zeigt daher deutliche Unterschiede in der Wirtschaftsweise. In Fundstellen der späten Harappa-Kultur wie Rojdi und Kuntasi überwiegt bei den Pflanzenresten die Kutkihirse, außerdem wurden Reste der quirligen und roten Borstenhirse gefunden. Weizen und Gerste sind nur spärlich belegt. Aus Rangpur und Lothal stammen Topfscherben, die angeblich mit Reisstroh gemagert waren. Das ist bisher der einzige und unsichere Nachweis für die Domestikation von Reis in der Harappa-Kultur. Sichere Reste von Reis stammen erst aus dem späten 2. Jahrtausend. Ob der Wasserbüffel domestiziert war oder nur gejagt wurde, ist bislang unklar. Wegen zahlreicher Knochenfunde nimmt man an, dass das Huhn seit der späten Harappa-Kultur als Haustier gehalten wurde. Aus Kalibangan stammen Spuren des Ackerbaus mit dem einfachen Hakenpflug (Arl) aus der frühen Harappa-Kultur.

### Handwerk, Kunsthandwerk und Gewerbe

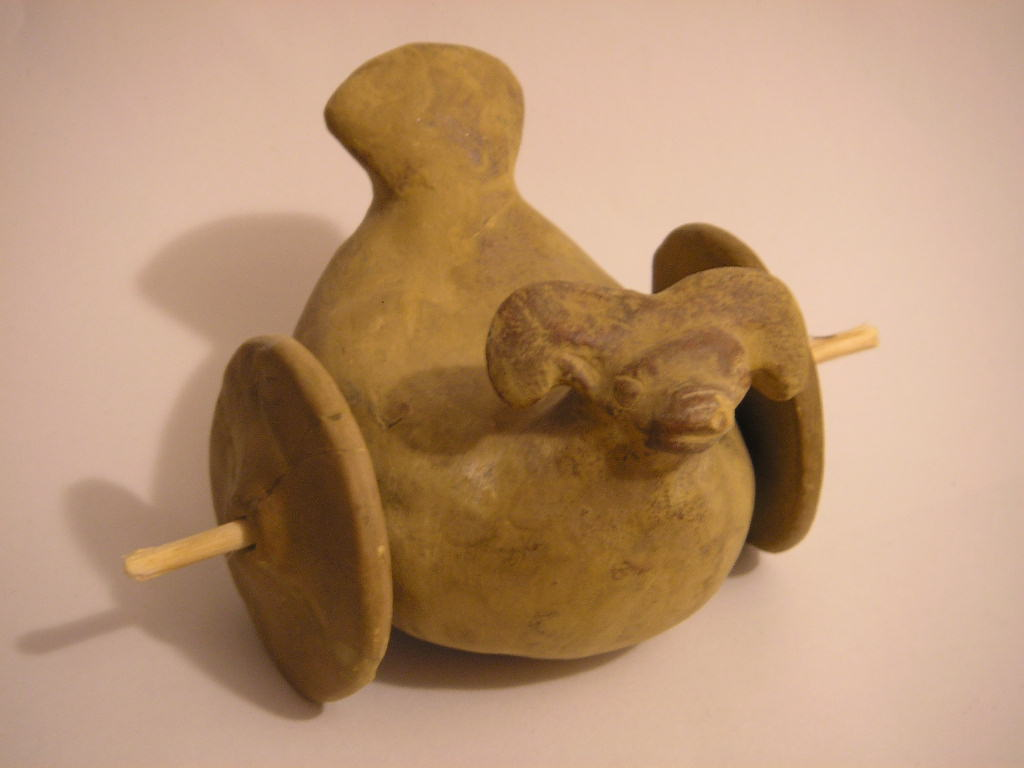
Kinderspielzeug aus Mohenjo-Daro (um 2000 v. Chr.), Nationalmuseum Neu-Delhi

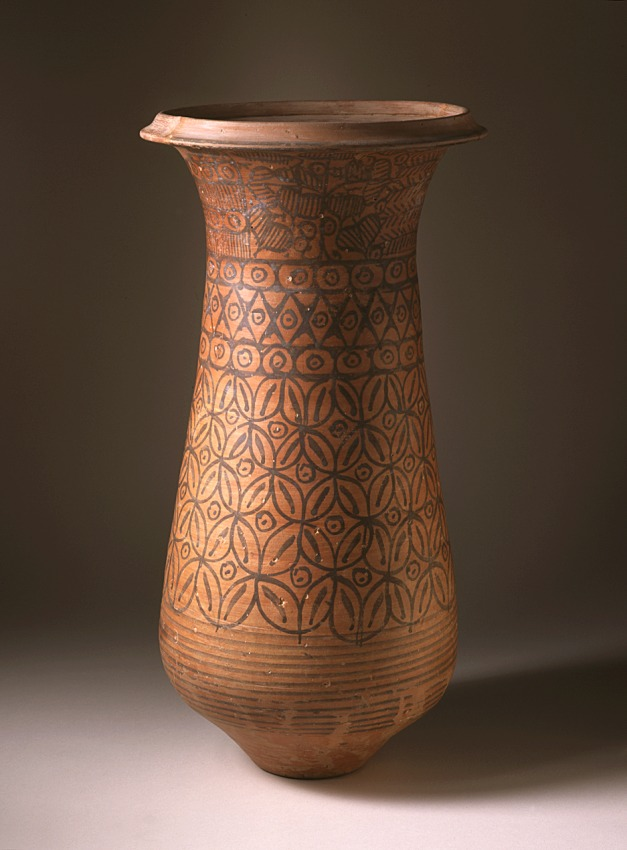
Terrakotta-Vase (um 2600–2450 v. Chr.), Los Angeles County Museum of Art

Die handwerkliche Produktion fand häufig in Werkstätten im eigenen Haus statt, doch gab es auch am Stadtrand angesiedelte eigene Handwerkerviertel. Manche Produkte wurden in Massenproduktion hergestellt und auch exportiert. Das Spektrum der handwerklichen Produkte war breit und umfasste unter anderem:
- Textilwaren: Die Indus-Kultur pflanzte als erste Baumwolle an und produzierte zum Beispiel Lendentücher und lange Umhänge, damals die Standardbekleidung. Die Stoffe wurden zum Teil in leuchtenden Farbtönen eingefärbt.
- Ton- und Steinwaren: Eine große Vielfalt an Gegenständen mit großem Formenreichtum wurde erzeugt. Zum Teil war dies Massenware für den täglichen Gebrauch, zum Teil waren es aber auch kostbarere Einzelstücke. Man produzierte Küchengefäße (zum Beispiel Kochgeschirr, Servierplatten, Wasserkrüge, große Vorratsbehälter, kleine Salbentöpfe), Kinderspielzeug (Tierfigürchen), Schreibstifte, Spielwürfel, Murmeln, Spielsteine und Mausefallen.
  - Siehe: Keramik der Indus-Kultur
- Werkzeuge und Waffen: Hergestellt wurden zum Beispiel Messer, Rasiermesser, Hämmer, Äxte, Bohrer, Hackbeile, Schwerter und Pfeilspitzen. Die meisten schweren Geräte wurden aus Stein, Knochen oder Holz, Messer und Rasiermesser aus hartgeschmiedetem Kupfer hergestellt. Bronze war aufgrund von Zinnmangel knapp.
  - Die metallurgische Erzeugung von Kupfer, Bronze, Silber, Gold und deren Verarbeitung mit Techniken wie Gießen, Ziselieren, Treiben, Schmieden und Gravieren war bekannt.
- Schmuck: Eine große Rolle spielte die Schmuckindustrie, die eine große Vielfalt von Produkten herstellte. Hauptmaterialien waren neben Metall und Halbedelsteinen vor allem Muscheln. Armreife aus Stein, die manchmal eine kurze Inschrift tragen, waren ebenfalls sehr beliebt. Die Qualität der gefundenen Schmuckstücke weist auf eine hoch entwickelte Handwerkskunst hin.
- Verarbeitung von Molluskenschalen: Ein besonders beliebtes Rohmaterial waren Schneckenhäuser und Muschelschalen meeresbewohnender Mollusken, aus denen zahlreiche unterschiedliche Objekte produziert wurden.

Es gab eine sehr weitgehende gewerbliche Arbeitsteilung, auch räumlich. Archäologische Ausgrabungen entlang des Ghaggra, eines heute ausgetrockneten Flusses östlich des Indus, legen nahe, dass sich die Siedlungen auf jeweils eine oder mehrere Produktionstechniken spezialisierten. So wurde beispielsweise in einigen Städten eher Metall verarbeitet, während andere bevorzugt Baumwolle produzierten.

### Binnenhandel

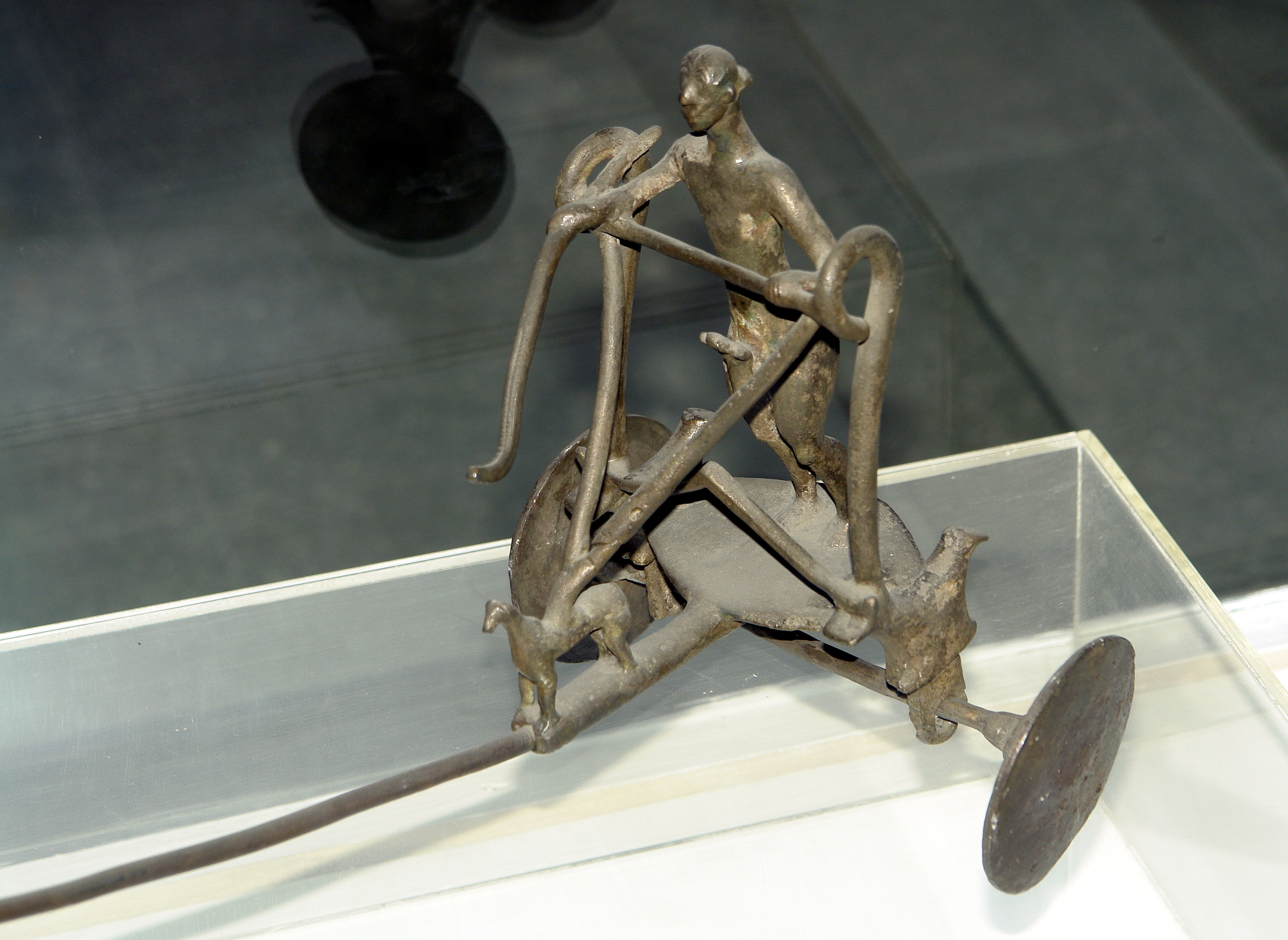
Wagenlenker mit Ochsengespann (Detail eines Modells), Harappa, Bronzeguss (um 2000 v. Chr.) Nationalmuseum Neu-Delhi

Anders als in den 1950er Jahren vermutet und aus den Kulturen in Mesopotamien bekannt, herrschte im Industal vermutlich keine zentrale Tempelwirtschaft, die über Tribute die Überschüsse einsammelte und – nach Abzug eines mehr oder weniger großen Anteils für die Elite – an die verschiedenen Spezialistengruppen nach Bedarf verteilte. Vielmehr basierte der Austausch innerhalb der schon recht arbeitsteiligen Wirtschaft vorwiegend auf dem Handel.
Dieser wurde durch bedeutende Fortschritte in der Transporttechnologie begünstigt. Man kannte sowohl Karren, die den im heutigen Südasien benutzten sehr ähnlich waren, als auch Boote und Schiffe. Die meisten dieser Schiffe waren vermutlich kleine Flachbodenboote, wie sie auch heute noch am Indus anzutreffen sind. Ob die Karren, von denen meistens nur Terrakotta-, aber auch Bronzemodelle existieren, im profanen Gebrauch waren, bleibt allerdings angesichts der über mesopotamische Wagenmodelle gewonnenen Erkenntnisse offen.
Die wichtigsten Güter des Binnenhandels waren vermutlich Baumwolle, Holz, Getreide, Vieh und weitere Lebensmittel. Ein hochstandardisiertes und sehr feines System von Maßeinheiten wurde verwendet, um den Handel zu organisieren – und vermutlich auch, um Steuern einzutreiben.

### Außenhandel
Nach der Verteilung der Artefakte der Indus-Zivilisation zu urteilen, umspannte das Handelsnetz ein großes geographisches Areal, das sich über Teile Afghanistans, die Küstenregionen im heutigen Iran, Nord- und Zentralindien und Mesopotamien erstreckte. In vielen dieser Länder fanden sich Orte der Induskultur, die offensichtlich Handelsenklaven waren. Bei Shortugai konnten Teile einer Siedlung der Indus-Kultur ausgegraben werden, die vielleicht im Lapislazulihandel Bedeutung hatte. Am Persischen Golf fanden sich bei Ras al-Dschinz Reste einer Siedlung, die wahrscheinlich ein Stützpunkt im Seehandel war.
Wichtige Importgüter waren
- Edelsteine: Jade aus dem Himalaya, Lapislazuli aus dem Gebiet des heutigen Afghanistan, Türkise aus dem iranischen Hochland, Amethyste aus dem Dekkan-Hochland in Indien, Hämatit und Jaspis aus dem indischen Rajasthan
- Gold (aus Südindien)
- Holz (aus Südindien)

Wichtige Exportgüter:
- Baumwollwaren, für welche die Induskultur damals das Monopol hatte und deren leuchtende Farben begehrt waren
- Holz (Zedern aus der Kaschmir-Region, Teak aus den Punjab-Wäldern)
- Elfenbein
- Edelsteine
- Schmuck
- eventuell Gewürze

 

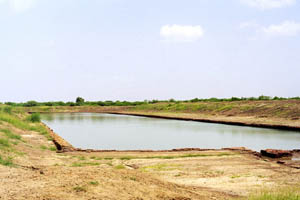
Reste der Hafenanlage von Lothal im heutigen Indien

Vor allem mit Sumer (Dschemdet-Nasr-Zeit, Frühdynastische Zeit (Mesopotamien)) ist durch Funde und Dokumente in Sumer ein reger Warenaustausch belegt, sowohl über Land durch den heutigen Iran als auch über See via Dilmun (heute: Bahrain). So wurde zum Beispiel im Grab der Königin Puabi, die um 2500 v. Chr. in Ur in Mesopotamien lebte, Karneol-Schmuck aus der Indusregion gefunden. Ein besonders typisches Handelsgut sind Geätzte Karneolperlen. Zudem benutzt eine sumerische Inschrift, die sich vermutlich auf die Indus-Kultur bezieht, den Namen Meluha, was der einzige Hinweis darauf ist, wie sich die Menschen im Industal damals genannt haben könnten. Zentrum des Handels scheint Mohenjo-Daro gewesen zu sein, wo Verwaltungs- und Handelsstrukturen identifiziert werden konnten.
Wasserstraßen bildeten das Rückgrat der damaligen Transportinfrastruktur. Neben den schon genannten Binnenschiffen gab es auch größere, meerestaugliche Schiffe. Archäologen haben bei Lothal an der Küste des Arabischen Meeres Reste eines großen, künstlich angelegten Kanals und Hafendocks entdeckt, dazu möglicherweise das älteste künstliche Hafenbecken der Welt; für die damalige Zeit war das sehr fortschrittlich.
Für den Außenhandel wurden mehrere Handelsstationen weit außerhalb des Industals angelegt, außer dem oben genannten Lothal im Süden auch welche im Westen.

## Städtebau

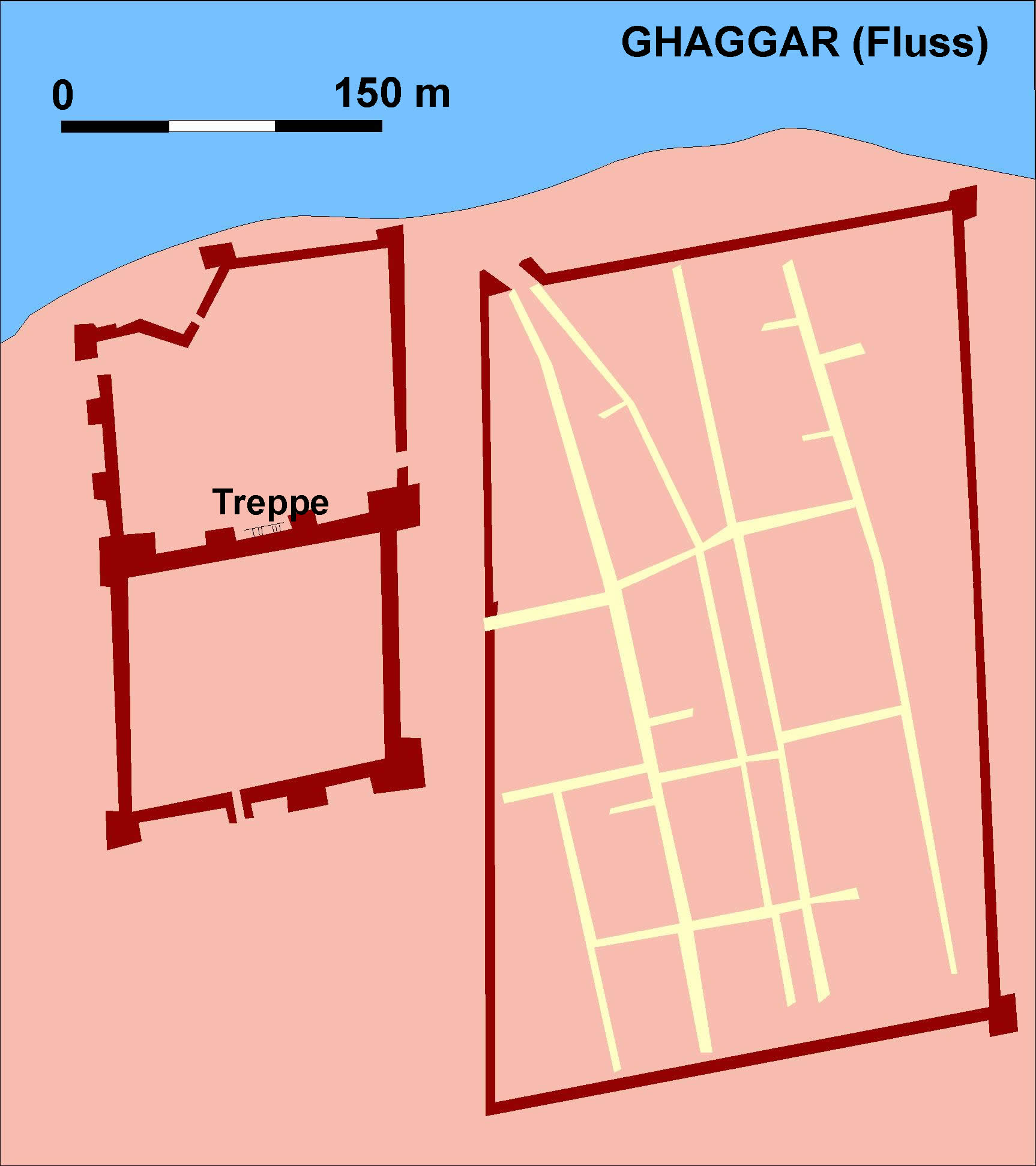
Der Übersichtsplan von Kalibangan (Rajasthan, Nordwestindien) illustriert den Aufbau einer typischen Stadt der Indus-Kultur: Eine zitadellenartige Oberstadt im Westen und eine Unterstadt mit durchgehenden Nord-Süd-Achsen im Osten bilden jeweils parallelogrammförmige Stadtbezirke.

Fast alle größeren Siedlungen der Indus-Kultur hatten eine einander ähnliche, streng geometrische städtebauliche Struktur. Eine zitadellenartige Oberstadt im Westen überragt die räumlich getrennte und annähernd parallelogrammförmige, rechteckige oder quadratische Unter- bzw. Wohnstadt im Osten. Die größte bisher gefundene antike Stadt im Industal ist Mohenjo-Daro („Hügel der Toten“), die im heutigen Pakistan in der Provinz Sindh direkt am Indus liegt. Gemeinsam mit anderen wichtigen archäologischen Stätten wie Kot Diji, Lothal, Harappa und Kalibangan zeichnet sie sich durch die einheitlich hohe Qualität des Städtebaus, insbesondere ihrer Wasserversorgung und Kanalisation, aus. Der britische Archäologe Stuart Piggott formulierte 1950, dass die Städte der Indus-Kultur schachbrettartig angelegt seien, ähnlich wie heute New York. Tatsächlich verlaufen jedoch nur die Nord-Süd-Achsen durchgehend, während die Ost-West-Straßen knickachsig sind. Gleichwohl zeugt die einheitliche Stadtarchitektur von fortgeschrittenen Kenntnissen in der Städteplanung und Hygiene sowie von einer effizienten Verwaltung. Monumentalbauten sakraler oder kultischer Natur waren der Indus-Kultur unbekannt.
Da es in der Indusebene selbst keine nennenswerten Natursteinvorkommen gibt, bestehen alle erhaltenen Baustrukturen überwiegend aus luftgetrockneten Lehmziegeln. Nur in den Fundamenten größerer Bauanlagen wurde gelegentlich auch Naturstein eingesetzt. Holz kam vermutlich nur in Deckenkonstruktionen zum Einsatz. Bautechnisch bevorzugten die Architekten der Indus-Kultur rechtwinkliges Mauerwerk im Blockverband. Runde Brunneneinfassungen, die weder aus den vorharappanischen Kulturen noch den parallel in Mesopotamien und Ägypten existierenden Hochkulturen erhalten sind und daher wahrscheinlich eine Neuerung in der gesamten Baugeschichte darstellten, wurden aus keilförmigen Ziegeln gemauert. Gewölbe waren dagegen mit Ausnahme des Kraggewölbes unbekannt.

### Typischer Aufbau am Beispiel von Mohenjo-Daro
Mohenjo-Daro ist die wohl am besten erforschte Stadt der Indus-Zivilisation. In den 1920er und 1930er Jahren führte der britische Antikendienst hier umfangreiche Grabungen durch und legte große Teile der Stadt frei, die in den letzten 4500 Jahren vom Schlamm des Indus vollständig begraben worden war. Wohl zum Schutz gegen Überschwemmungen wurde die Stadt auf einer künstlichen Plattform aus gebrannten Ziegeln und Erde errichtet. An einen höher gelegenen Bereich, der etwa 200 m breit und 400 m lang war und als Zitadelle bezeichnet wird, schloss sich ein als Unter- oder Wohnstadt bezeichneter Bereich an, wo sich die Wohnhäuser befanden. Zwischen der Zitadelle und der Unterstadt lag ein Freiraum von etwa 200 m. Hauptstraßen von zehn Meter Breite durchzogen die Unterstadt in Nord-Süd-Richtung, und kleinere Nebenstraßen zweigten rechtwinklig von ihnen in Ost-West-Richtung ab. So entstanden Häuserblöcke, in denen wohl die Einwohner der Stadt lebten.
Die Zitadelle – deren Zweck unbekannt ist, es wird jedoch eine defensive Funktion vermutet – weist einen weitaus weniger schematisierten Grundriss als die blockartige Unterstadt auf. Hier wurde 1925 ein großes, aus speziellen gebrannten Ziegeln erbautes Becken entdeckt, das etwa 7 × 12 m maß und über zwei Treppen bestiegen werden konnte. Es war von einem Laubengang umgeben und wurde von einem eigenen Brunnen, der sich in einem Nebenraum befand, mit Wasser versorgt. Ob es sich hierbei um ein Badebecken zur rituellen Waschung oder eine öffentliche Badeanstalt handelte, ist nicht bekannt. Ebenfalls auf der Plattform befand sich ein großes Gebäude, aus Backsteinen errichtet, das als Kornspeicher bezeichnet wird; diese Funktion ist jedoch nicht bewiesen.

### Häuser
Die in Straßenblöcken angelegten, rechteckigen Wohnhäuser in der Unterstadt waren aus gebrannten Ziegeln sehr zweckmäßig konstruiert. Etwa die Hälfte der Häuser waren 50–100 m² groß, fast ebenso viele zwischen 100–150 m², einige wenige hatten sogar 210–270 m² Wohnfläche. Nach außen geschlossen und schmucklos, bestanden sie typischerweise aus einem mit der Straße durch einen Vorraum verbundenen Innenhof, um den herum die eigentlichen Wohnräume angeordnet waren. In diesen Innenhöfen, die häufig teilweise überdacht waren, spielte sich das tägliche Leben ab. Über den Räumen lagen oft Dachterrassen, die über Treppen erreichbar waren. Das typische Haus verfügte über eine eigene Toilette, die zur Straße hin lag und über Tonröhren eine öffentliche Kanalisation speiste. Wasser lieferte der eigene Brunnen. Der Standard der Wasserver- und -entsorgung war sehr hoch und ist in manchen Teilen Pakistans und Indiens bis heute nicht wieder erreicht worden.

## Wissenschaft
Die detailliert geplanten und ingenieurmäßig errichteten Städte zeugen vom fortgeschrittenen Stand der damaligen Wissenschaft. Die Menschen der Indus-Kultur erreichten eine erstaunliche Präzision beim Messen von Längen, Massen und der Zeit. Sie waren vermutlich die ersten, die einheitliche Gewichte und Maße entwickelten und benutzten. Ihre Messungen waren sehr präzise. Ihr kleinstes Längenmaß, das auf einer Skale aus Elfenbein in Lothal gefunden wurde, entsprach etwa 1,7 mm, die kleinste Einheit, die jemals auf einer Skale der Bronzezeit entdeckt wurde. Gewichte basierten auf dem 0,05-, 0,1-, 1-, 2-, 5-, 10-, 20-, 50-, 100-, 200- und 500-fachen einer Grundeinheit, die etwa 28 Gramm schwer war. Auch das Dezimalsystem war bereits bekannt und im Einsatz.
Als Baumaterial kamen erstmals in der Geschichte der Menschheit gebrannte Ziegel mit dem idealen und noch heute gebräuchlichen Kantenlängenverhältnis 1:2:4 zum Einsatz. Auch in der Metallurgie wurden neue Techniken entwickelt, mit denen die Handwerker der Harappa-Kultur Kupfer, Bronze, Blei und Zinn verarbeiteten.
Funde aus dem Jahr 2001 aus Mehrgarh legen nahe, dass auch Grundlagen der Medizin und Zahnheilkunde beherrscht wurden.

## Kunst

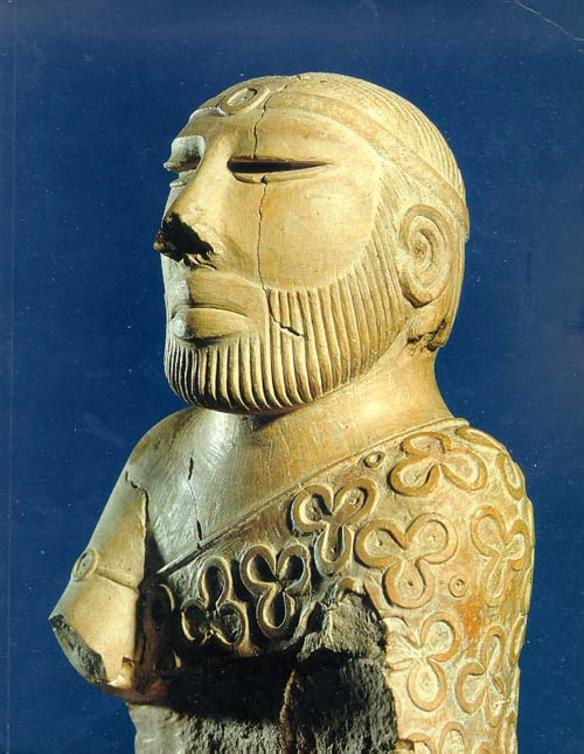
Als „Priesterkönig“ gedeutete Steinfigur der Indus-Kultur aus Mohenjo-Daro (um 2400–1900 v. Chr.)

Verglichen mit den Hochkulturen in Ägypten und Mesopotamien wurden am Indus recht wenige Steinplastiken gefunden. Entdeckt wurden unter anderem Köpfe sowie auf Podesten thronende Widder, was auf eine sakrale Bedeutung hinweist.
Dagegen stellten die Menschen der Indus-Kultur Schmuck in vielen Variationen her. Ausgangsmaterial waren sowohl diverse Edelsteine wie Karneol, Achat, Jaspis und Lapislazuli als auch Gold (seltener), Kristalle und anderes Steingut. Mit hoher handwerklicher Fertigkeit, unter anderem beim Schleifen und Polieren, wurden daraus Armringe, Ketten und Kopfschmuck hergestellt.
Daneben wurden viele kleinere Skulpturen aus Ton entdeckt, oft schlanke weibliche Figuren, die vermutlich Fruchtbarkeitssymbole darstellten, und Tierfiguren, die sehr detailliert gearbeitet waren.
Kleine Ton- und Bronzefiguren, die entsprechende Szenen darstellen, beweisen, dass auch der Tanz, die Malerei und die Musik großgeschrieben wurden. Auf einem Siegel entdeckten Archäologen die Darstellung eines harfenähnlichen Instruments, und auch zwei Objekte aus Lothal konnten als Saiteninstrumente identifiziert werden.

## Sprache und Schrift

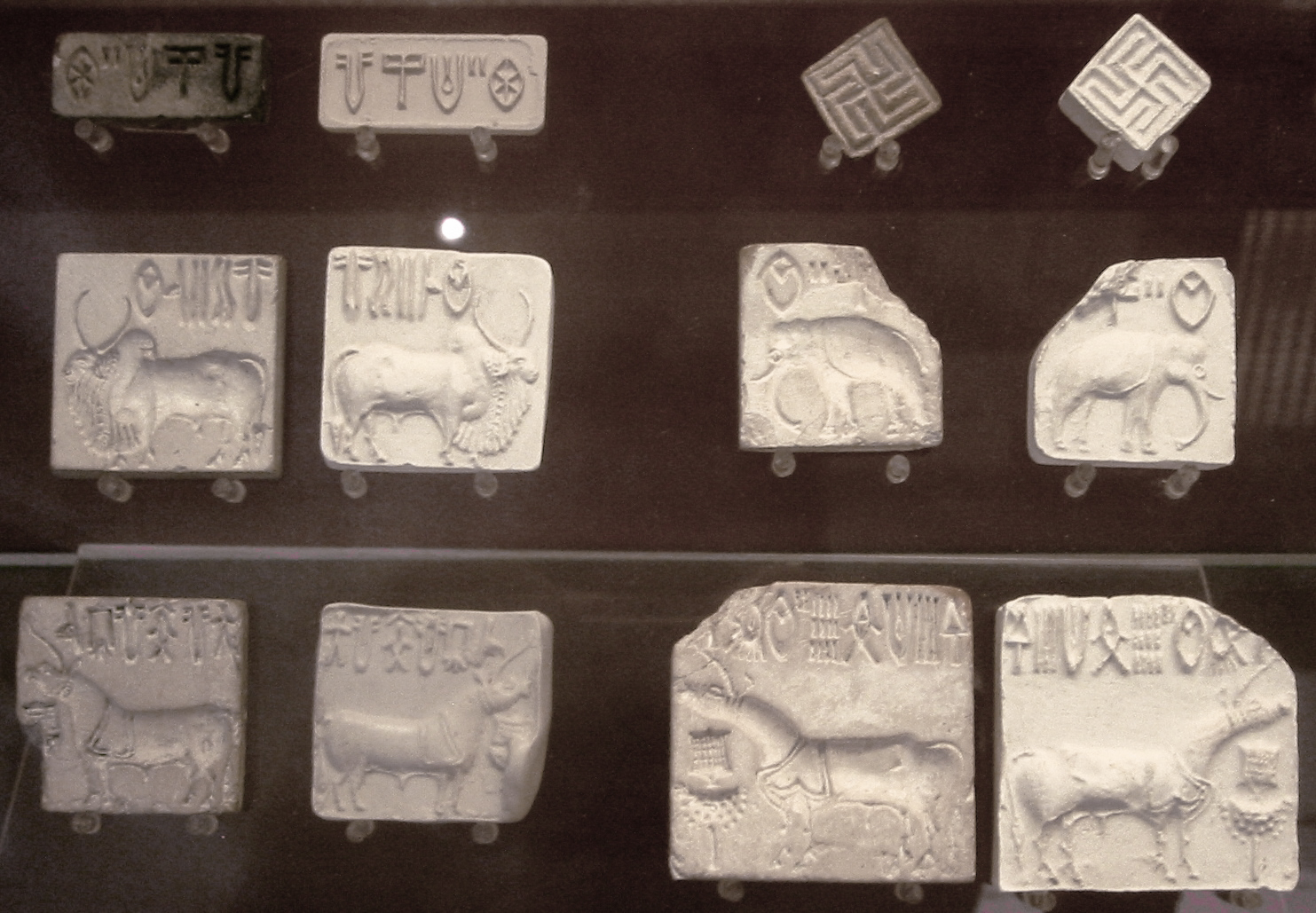
Siegel der Indus-Kultur (Britisches Museum)

Trotz vielfältiger Versuche ist die Indus-Schrift, die mit keiner bekannten Schrift verwandt ist, bis heute nicht sicher entschlüsselt. Typische Inschriften sind nicht länger als vier oder fünf Zeichen, die längste bekannte Inschrift umfasst 26 Zeichen.
In der Induskultur wurden Siegel (zum Beispiel in Form eines Löwen) als persönliche Unterschrift verwendet.

## Religion
Als erster versuchte John Marshall, der Ausgräber von Mohenjo-Daro und Harappa, die Indusreligion zu erklären, und kam dabei zum Schluss, dass viele Erscheinungen des späteren Hinduismus in der Indusreligion bereits vorhanden waren. Seine Thesen werden kontrovers diskutiert. Die akademische Forschung steht seinen Thesen kritisch gegenüber und versucht andere Annäherungen an die Indusreligion. Dagegen werden, besonders in hinduismus- und yogafreundlichen Kreisen, Marshalls Thesen tendenziell unkritisch übernommen.
Die Erforschung wird durch die Tatsache, dass keine Texte bekannt sind, sehr behindert. Zudem ist es schwer, vorhandenes Material gesichert dem religiösen oder kultischen Bereich zuzuordnen. So können die Figurinen grundsätzlich als Spielzeuge, Ritualobjekte oder Götterdarstellungen interpretiert sein. Zudem weiß man nicht, ob die Industalkultur und somit auch deren religiösen Vorstellungen einheitlich waren.

### Marshalls Thesen
Marshall vertrat in seinem Werk über die Induskultur (1931) drei wichtige Aspekte der Indusreligion:
- Verehrung der „Großen Muttergöttin“ (Great Mother Goddess), als Vorläuferin des „Proto-Shaktismus“. Die Göttin könne eine Protoform der hinduistischen Durga oder Shakti gewesen sein.
- Verehrung eines „Großen Männlichen Gottes“ (Great Male God), als Vorläufer des „Proto-Yoga“. Dieser vermutete Gott wurde schon 1928 von Mackay als „Proto-Shiva“ bezeichnet, der sich dem „Herrn der Tiere“ des späteren Pashupati annähere.
- Das „Große Bad“ (Great Bath) in Mohenjo-Daro habe rituellen Waschungen gedient, welche noch heute im Hinduismus eine außergewöhnlich wichtige Rolle einnehmen.

### Moderne Annäherungen

#### Siegel
Im Hinblick auf die gleichzeitigen mesopotamischen und iranischen Siegel ist auf den Indus-Siegeln mit religiös-mythischen Inhalten zu rechnen. Anthropomorphe Darstellungen könnten Menschen, Helden oder Gottheiten abbilden, theriomorphe können Tiere, aber auch mythische Wesen zeigen. So soll das Einhorn – eines der am häufigsten abgebildeten Tiere – vielleicht ein mythisches Wesen oder ein Symbol darstellen. Mehrköpfige Tiere und Mischwesen gehören der übernatürlichen Sphäre an, während einfache naturalistische Tierdarstellungen allenfalls einen Hintergrund in Zoolatrie haben könnten.
Die Siegel zeigen auch Bäume; dabei scheinen die Pipalfeige (Ficus religiosa) und Akazie (Acacia sp.) eine besondere Rolle in der Induskultur gespielt zu haben.
Eindeutiger der religiösen Sphäre gehören die narrativen Siegel an. Sie zeigen Prozessionen, bei denen einige Personen Tierstandarten tragen – ein möglicher Hinweis auf Zoolatrie. Darstellungen von Adoranten in kniender Position zeugen von Götterverehrung. Andere narrative Siegel stellen offensichtlich Szenen aus Heldensage oder Mythos dar. So zeigt ein Siegel eine Person zwischen zwei Tigern, ein verbreitetes Motiv in verschiedenen Kulturen. Auch die Darstellung einer Person, die in einem Baum sitzt, dürfte in diese Richtung zu deuten sein.
Eine besondere Rolle spielen die in der Literatur häufig diskutierten Siegel mit Personen in außergewöhnlicher Sitzhaltung, wie das bekannte Mohenjo-Daro Siegel 420. Während allgemein eine kultisch-religiöse Bedeutung dieser Darstellungen angenommen wird, bleibt ein Zusammenhang mit dem späteren Yoga umstritten.

#### Figurinen
Die vielen anthropomorphen Figurinen, oft nur grob ausgearbeitet, könnten als Spielzeug gedient haben, hatten aber offensichtlich zum Teil religiösen Charakter und scheinen dann eine Verwendung im Hauskult gehabt zu haben; dies wird daraus geschlossen, dass diese oft in kleineren Hinterräumen gefunden wurden.
Dass einige dieser Figurinen beim Brennen mit Knochenasche eingefärbt wurden, was bei anderen Objekten nicht beobachtet wurde, ist ein wichtiges Indiz für den kultischen Charakter. Vielleicht sollten die Figurinen dadurch „belebt“ werden, ein Bezug zu Magie oder Schamanismus liegt nahe.

#### Bauten
Bis heute konnte kein Bauwerk eindeutig als Sakralbau identifiziert werden, auch das „Große Bad“ von Mohenjo-Daro zeigt keine deutlichen Anzeichen einer kultischen Benutzung.

## Niedergang und Kollaps
Über 700 Jahre lebten die Menschen der Indus-Zivilisation in Wohlstand, und ihre Handwerker fertigten Produkte von großer Schönheit und Qualität. Ab etwa 2000 v. Chr. kamen anscheinend größere Probleme auf, deren Art nicht bekannt ist, die aber zeitlich ungefähr mit Übergangsperioden in Ägypten bzw. Mesopotamien zusammenfielen (Übergang zum Mittleren Reich in Ägypten, bzw. Ende des Reiches von Ur-III in Mesopotamien). Die großen Städte wurden verlassen, und diejenigen Einwohner, die blieben, waren unterernährt. Um 1800 v. Chr. waren die meisten Städte aufgegeben. In den folgenden Jahrhunderten gingen die Erinnerungen und Errungenschaften der Indus-Kultur – im Gegensatz zu den Kulturen in Ägypten und Mesopotamien – komplett verloren. Die Harappa-Kultur hinterließ keine Monumentalbauten wie die Pyramiden in Ägypten oder die zahlreichen Zikkurat-Tempel in Mesopotamien, die ihre frühere Existenz bewiesen und ihre Erinnerung lebendig erhalten hätten. Man kann vermuten, dass dies nicht möglich war, da es im Industal wenig geeignete Steine gibt; doch gilt das gleiche auch für Mesopotamien. Eventuell war den Menschen der Indus-Kultur auch das Konzept von großen Monumentalbauten fremd. Es wurden weder Königsgräber noch irgendwelche wertvollen Grabbeigaben gefunden. Männer und Frauen wurden auf gleiche Weise beerdigt. Diese Indikatoren deuten auf eine wenig hierarchische egalitäre Gesellschaft hin.
Man spricht heute nicht mehr von einem relativ plötzlichen Untergang der Indus-Kultur, sondern von einem allmählichen Niedergang. In dessen Verlauf ist ein Auflösungsprozess zu erkennen: Die einheitliche Kultur mit dichtem Handelsnetz zerbrach in verschiedene regionale Kulturen, die unterschiedlich stark von der Indus-Zivilisation beeinflusst waren. Offensichtlich kam es auch zu Migrationen: Einige Menschen der Indus-Kultur scheinen in Richtung Osten gewandert zu sein, in die Gangesebene, andere wanderten zur fruchtbaren Ebene von Gujarat im Süden (West-Indien). Auch die Keramiktradition überlebte noch einige Zeit. Im Wesentlichen verschwanden also nicht die Menschen, sondern ihre Zivilisation: die Städte, die Schrift und die Handelsnetzwerke. Dieser Niedergang war jedoch nie vollständig, da viele Zivilisationsmerkmale überlebten und in spätere Hochkulturen eingingen: handwerkliches Wissen, Kunst, Landwirtschaft und möglicherweise Elemente der Sozialstruktur.
Die Gründe für den Niedergang sind unklar. Die vor allem in der Mitte des 20. Jahrhunderts populäre Theorie, der Untergang der Induskultur sei allein mit dem Erscheinen arischer Nomaden im Industal zu erklären, hat heute nicht mehr viele Anhänger. Heute wird das Zusammenspiel eines ganzen Bündels von Faktoren ökologischer, klimatischer, politischer oder auch wirtschaftlicher Art diskutiert, die im Einzelnen jedoch noch nicht gesichert sind:
- Klimatische Veränderungen können eine bedeutende Rolle gespielt haben. Das Industal war um 2600 v. Chr. bewaldet und tierreich. Es war feuchter und grüner als heute. So konnten die Menschen der Indus-Kultur ihre Nahrung während Dürreperioden oder bei Hochwasser durch Jagen ergänzen. Es ist bekannt, dass sich um 1800 v. Chr. das Klima im Industal änderte: Es wurde bedeutend kühler und trockener. Möglicherweise verlagerten sich die Monsunregen nach Osten. Der geringere Niederschlag könnte schließlich nicht mehr ausgereicht haben, die Felder zu bewässern.
- Wichtig könnte das Austrocknen großer Teile des Ghaggar-Hakra-Flusssystems (siehe auch Sarasvati) gewesen sein, dessen Quelle durch tektonische Vorgänge in die Gangesebene umgeleitet wurde. Es gibt einige Unsicherheiten über den genauen Zeitpunkt dieses Ereignisses. Durch das Austrocknen des Ghaggra-Hakra ging ein bedeutender Teil des fruchtbaren Ackerlandes verloren.
- Die jahrhundertelange intensive Bewirtschaftung kann dazu beigetragen haben, allmählich den Boden zu erschöpfen.

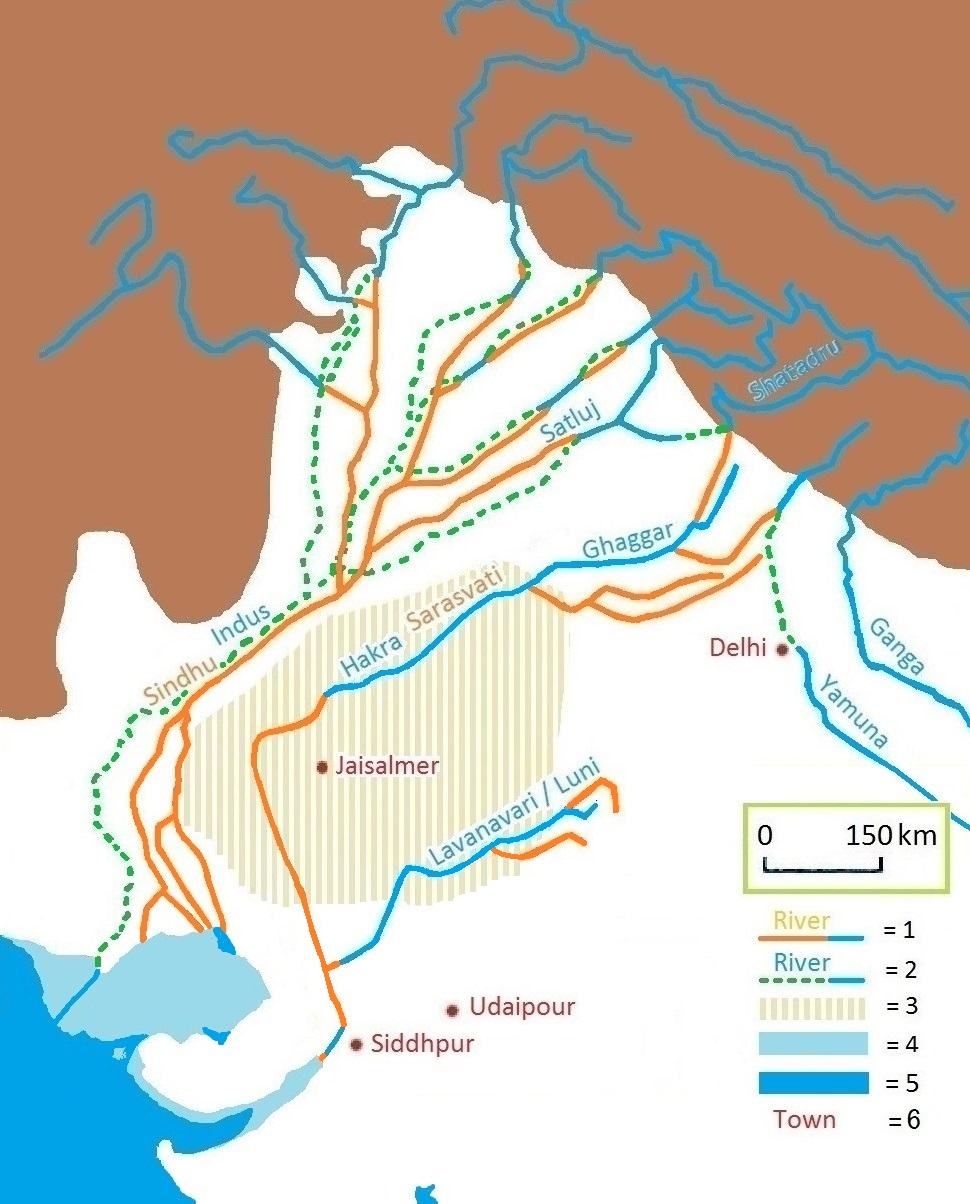
Rekonstruktion des Flussverlaufs 1 Ursprünglicher Verlauf 2 Heutiges Flussbett 3 heutige Wüste Thar-Wüste 4 Ursprünglicher Küstenverlauf 5 heutige Städte

- Möglicherweise hat – wie in Sumer – eine jahrhundertelange falsche Bewässerungstechnik, die zu wenig auf Entwässerung achtete und unter Bedingungen starker Verdunstung Salzrückstände hervorbringt, das Ackerland allmählich versalzt.
- Die Überweidung durch die großen Schaf- und Ziegenherden, mit denen die ständig wachsende Bevölkerung ihren Fleischbedarf deckte, kann die Vegetation der Berghänge so weit reduziert haben, dass der Boden erodierte und der natürliche Wasserhaushalt gestört wurde.
- Der enorme Holzbedarf (Baumaterial und Brennstoff für die Ziegeleien) hat vermutlich ganze Wälder vernichtet, was die Niederschläge weiter verringerte und im ohnehin trockener gewordenen Land die Wüsten wachsen ließ.
- Der Untergang der Indus-Zivilisation könnte mit dem Ende des Sumerischen Reiches[4] und dem Wegfall der Handelsbeziehungen dorthin zusammenhängen.
- Auch kriegerische Auseinandersetzungen werden als mögliche Ursache diskutiert. Die in Zentralasien siedelnden Völker erlebten ein Bevölkerungswachstum und dehnten ihren Siedlungsraum aus. Auch Reiterstämme aus der iranischen Hochebene drangen in das Gebiet der Indus-Kultur ein.
- Ebenso können Krankheiten beim Ende der Harappa-Kultur eine Rolle gespielt haben.

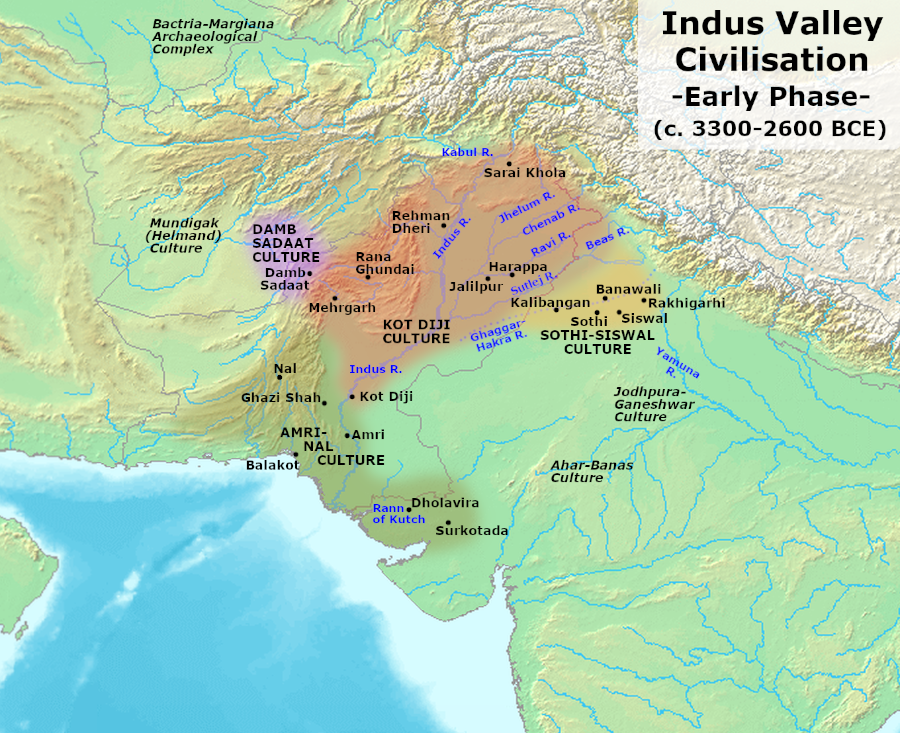
Frühe Harappa-Zeit, ca. 3300–2600 v. Chr.
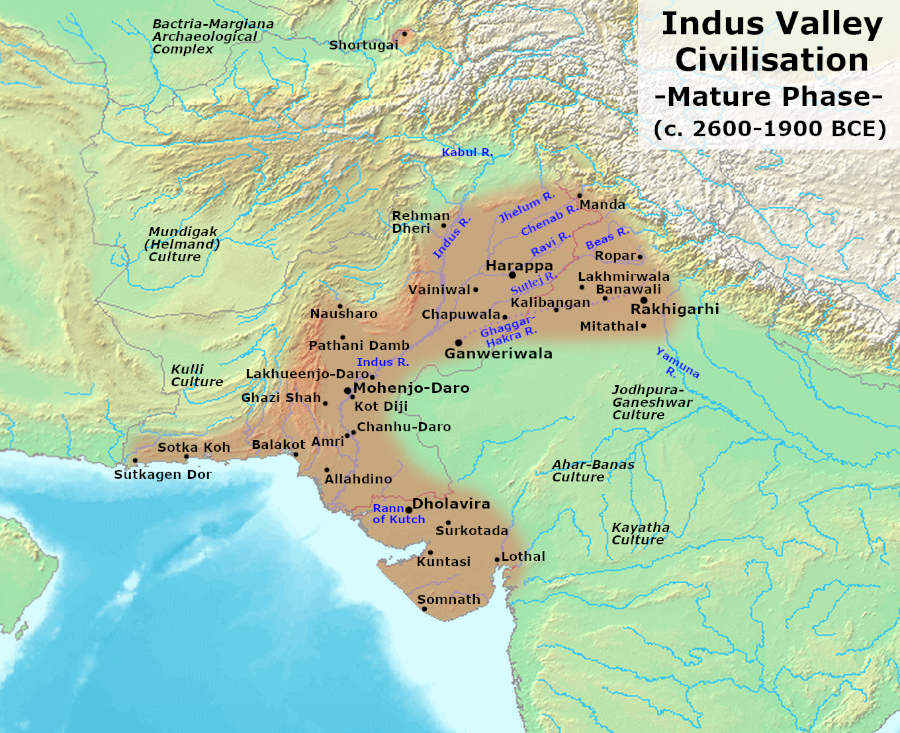
Harappa-Zeit, ca. 2600–1900 v. Chr.
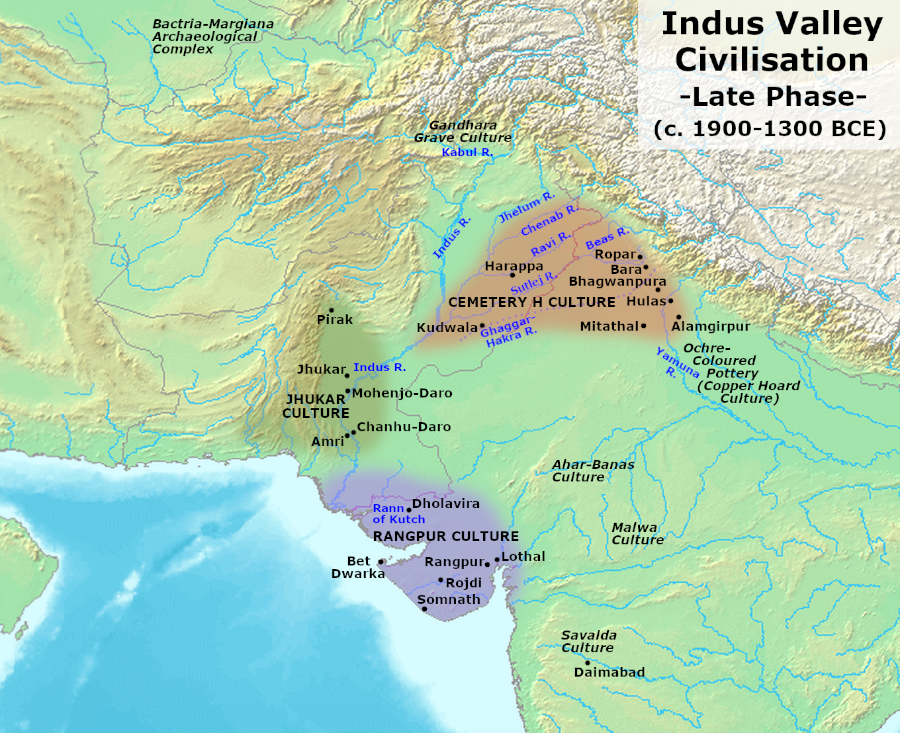
Späte Harappa-Zeit, ca. 1900–1300 v. Chr
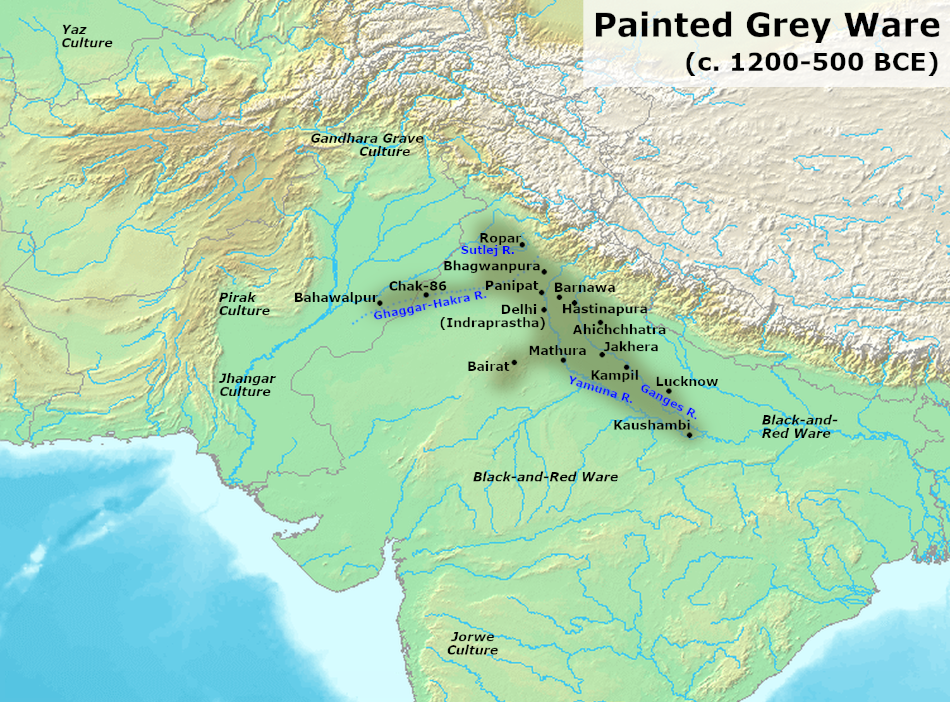
Zentrum der Painted Gray Ware Culture (PGW) beginnende Eisenzeit in Indien (1200-600 v. Chr.)
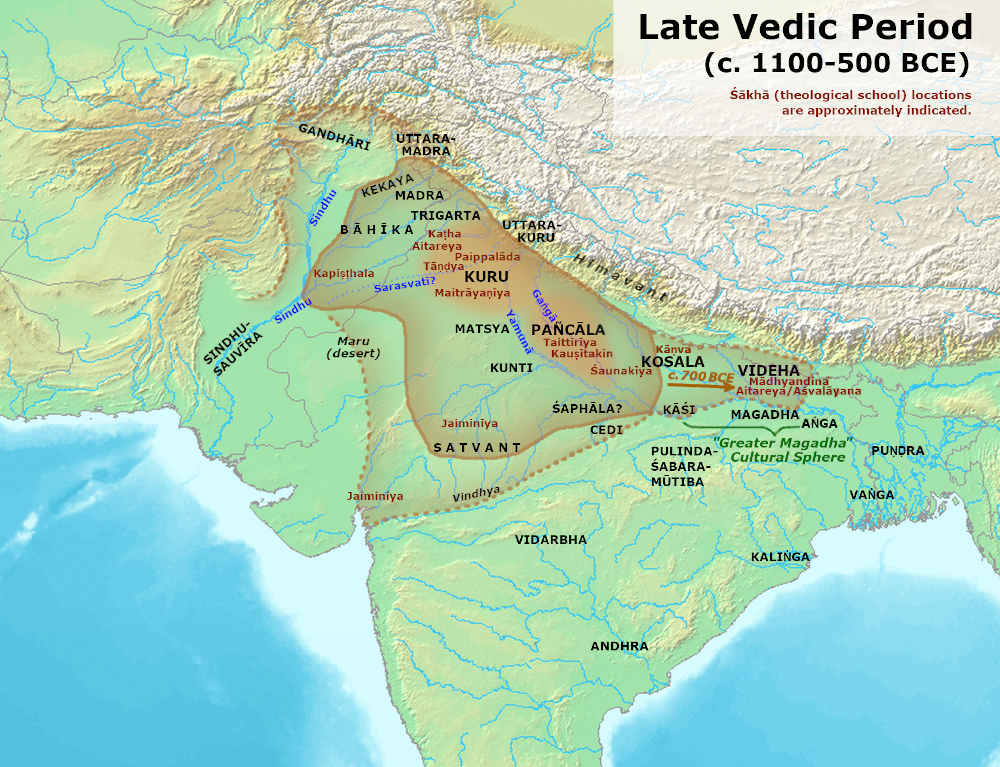
Späte vedische Zeit mit den Grenzen von Āryāvarta und den Janapadas in Nordindien: die eisenzeitlichen Königreiche Kuru-Panchala, Kosala, Videha, 1100-500 v. Chr.

## Geschichte des Industals als Zeittafel
| Zeiträume         | Hauptphasen                                                       | Mehrgarh-Phase                           | Harappa-Phase                           | Nach-Harappakultur-Phase                                                                           | Ära                                                                                                |
| ----------------- | ----------------------------------------------------------------- | ---------------------------------------- | --------------------------------------- | -------------------------------------------------------------------------------------------------- | -------------------------------------------------------------------------------------------------- |
| 7000–5500 v. Chr. | Vor-Harappakultur                                                 | Mehrgarh I (akeramisches Neolithikum)    |                                         | | Frühe Ackerbau-Ära                                                                                 |
| 5500–3300 v. Chr. | Vor-Harappakultur/Frühe Harappakultur (Frühe indische Bronzezeit) | Mehrgarh II-VI (keramisches Neolithikum) |                                         | | Ära der Regionalisation c.4000-2500/2300 v. Chr. (Shaffer) c.5000–3200 v. Chr. (Coningham & Young) |
| 3300–2800 v. Chr. | Frühe Harappakultur c.3300–2800 v. Chr. (Mughal)                  |                                          | Harappa 1 (Ravi Phase; Hakra -Kultur)   | | Ära der Regionalisation c.4000-2500/2300 v. Chr. (Shaffer) c.5000–3200 v. Chr. (Coningham & Young) |
| 2800–2600 v. Chr. | Frühe Harappakultur c.3300–2800 v. Chr. (Mughal)                  | Mehrgarh VII                             | Harappan 2 (Kot Diji Phase, Nausharo I) | | Ära der Regionalisation c.4000-2500/2300 v. Chr. (Shaffer) c.5000–3200 v. Chr. (Coningham & Young) |
| 2600–2450 v. Chr. | Harappakultur (Indus-Tal Zivilisation) (Mittlere Bronzezeit)      |                                          | Harappan 3A (Nausharo II)               | | Ära der Integration                                                                                |
| 2450–2200 v. Chr. | Harappakultur (Indus-Tal Zivilisation) (Mittlere Bronzezeit)      |                                          | Harappan 3B                             | | Ära der Integration                                                                                |
| 2200–1900 v. Chr. | Harappakultur (Indus-Tal Zivilisation) (Mittlere Bronzezeit)      |                                          | Harappan 3C                             | | Ära der Integration                                                                                |
| 1900–1700 v. Chr. | Späte Harappakultur (Späte Bronzezeit)                            |                                          | Harappan 4                              | Cemetery-H-Kultur Ochre-Coloured-Pottery-Kultur                                                    | Ära der Lokalisation                                                                               |
| 1700–1300 v. Chr. | Späte Harappakultur (Späte Bronzezeit)                            |                                          | Harappan 5                              | Cemetery-H-Kultur Ochre-Coloured-Pottery-Kultur                                                    | Ära der Lokalisation                                                                               |
| 1300–600 v. Chr.  | Nach-Harappakultur Eisenzeit in Indien                            |                                          |                                         | Painted Grey Ware (1200–600 v. Chr.) Frühvedische Zeit (Bedeutung des Veda) (ca. 1500–500 v. Chr.) | Regionalisation ca. 1200–300 v. Chr. (Kenoyer) ca. 1500-600 v. Chr. (Coningham & Young)            |
| 600–300 v. Chr.   | Nach-Harappakultur Eisenzeit in Indien                            |                                          |                                         | Northern Black Polished Ware (Eisenzeit)(700–200 v. Chr.) Zweite Urbanisation (c.500–200 v. Chr.)  | Integration                                                                                        |

### Allgemeines
- Bridget Allchin, Raymond Allchin: The rise of civilization in India and Pakistan. Cambridge University Press, Cambridge u. a. 1982, ISBN 0-521-24244-4 (Reprinted edition. ebenda 1988).
- Dilip K. Chakrabarti (Hrsg.): Indus Civilization Sites in India. New Discoveries (= Mārg. Bd. 55, Nr. 3). Marg Publications on behalf of the National Centre for the Performing Arts, Mumbai 2004, ISBN 81-85026-63-7.
- Dorian Fuller: An agricultural perspective on Dravidian historical linguistics: archaeological crop packages, livestock and Dravidian crop vocabulary. In: Peter Bellwood, Colin Renfrew (Hrsg.): Examining the farming / language dispersal hypothesis. McDonald Institute for Archaeological Research, Cambridge 2002, ISBN 1-902937-20-1, S. 191–213.
- Swarajya P. Gupta: The Indus-Saraswati Civilization. Origins, Problems and Issues. Pratibha Prakashan, Delhi 1996, ISBN 81-85268-46-0.
- Michael Jansen: Die Indus-Zivilisation. Wiederentdeckung einer frühen Hochkultur. DuMont, Köln 1986, ISBN 3-7701-1435-3.
- Tony Joseph: Early Indians. The Story of Our Ancestors and Where We Came From. Juggernaut Books, New Delhi 2018, ISBN 978-93-86228-98-7.
- Braj B. Lal: India 1947–1997. New Light on the Indus Civilization. Aryan Books International, New Delhi 1998, ISBN 81-7305-129-1.
- Braj B. Lal: The Earliest Civilization of South Asia. (Rise, Maturity and Decline). Aryan Books International, New Delhi 1997, ISBN 81-7305-107-0.
- Gregory L. Possehl (Hrsg.): Ancient cities of the Indus. Vikas Publishing House, Delhi 1979, ISBN 0-7069-0781-7.
- Gregory L. Possehl: The Indus Civilization. A Contemporary Perspective. AltaMira Press, Walnut Creek CA 2002, ISBN 0-7591-0171-X.
- Jim G. Shaffer: The Indus Valley, Baluchistan and Helmand Traditions: Neolithic Through Bronze Age. In: Robert W. Ehrich (Hrsg.): Chronologies in Old World Archaeology. Band 1. 3rd edition. University of Chicago Press, Chicago IL 1992, ISBN 0-226-19445-0, S. 441–464.
- Günter Urban, Michael Jansen (Hrsg.): Vergessene Städte am Indus. Frühe Kulturen in Pakistan vom 8. bis 2. Jahrtausend v. Chr. (Ausstellungskatalog) Philipp von Zabern, Mainz 1987

### Materielle Kultur
- Alexandra Ardeleanu-Jansen: Die Terrakotten in Mohenjo-Daro. Eine Untersuchung zur keramischen Kleinplastik in Mohenjo-Daro, Pakistan (ca. 2300–1900 v. Chr.). University Mission, Aachen 1993, ISBN 3-929832-01-1 (Zugleich: Aachen, Technische Hochschule, Dissertation, 1993).

### Sprache und Schrift
- Asko Parpola: Deciphering the Indus Script. Cambridge University Press, Cambridge u. a. 1994, ISBN 0-521-43079-8.
- Michael Witzel: The Languages of Harappa (Early linguistic data and the Indus civilization). In: Jonathan Kenoyer (Hrsg.): Proceedings of the conference on the Indus civilization. Madison WI 1998, Text online (PDF; 216 kB).
- weitere Veröffentlichungen von Asko Parpola, Gregory Possehl und Iravatham Mahadevan.

## Film
- Das Wunder am Indus.  Doku-Drama, 2008, 45 Min., Produktion: ZDF, Erstausstrahlung: 1. Juni 2008, Beschreibung bei Phoenix